# Ròcavaira
Ròcavaira (en francès Roquevaire) és un municipi francès situat al departament de les Boques del Roine i a la regió de Provença – Alps – Costa Blava. L'any 1999 tenia 7.853 habitants.

## Demografia
| Evolució de la població |       |       |       |       |       |       |       |       |
| 1793                    | 1800  | 1806  | 1821  | 1831  | 1836  | 1841  | 1846  | 1851  |
| 3 065                   | 2 711 | 2 813 | 2 842 | 3 218 | 3 120 | 3 143 | 3 130 | 3 180 |

| 1856  | 1861  | 1866  | 1872  | 1876  | 1881  | 1886  | 1891  | 1896  |
| ----- | ----- | ----- | ----- | ----- | ----- | ----- | ----- | ----- |
| 3 175 | 3 465 | 3 635 | 3 499 | 3 558 | 3 350 | 3 436 | 3 115 | 3 012 |

| 1901  | 1906  | 1911  | 1921  | 1926  | 1931  | 1936  | 1946  | 1954  |
| ----- | ----- | ----- | ----- | ----- | ----- | ----- | ----- | ----- |
| 2 973 | 3 110 | 2 969 | 2 600 | 2 645 | 2 613 | 2 608 | 2 521 | 3 080 |

| 1962  | 1968  | 1975  | 1982  | 1990  | 1999  | 2006 | 2011 | 2016 |
| ----- | ----- | ----- | ----- | ----- | ----- | ---- | ---- | ---- |
| 3 408 | 3 854 | 5 042 | 5 619 | 7 061 | 7 853 | -    | -    | -    |

| 2019 | - | - | - | - | - | - | - | - |
| ---- | - | - | - | - | - | - | - | - |
| -    | - | - | - | - | - | - | - | - |

## Administració
| Període   | Identitat    | Partit |
| --------- | ------------ | ------ |
| 1971-1983 | Léon David   | PCF    |
| 1983-2001 | Henri Gantou | PCF    |
| 2001-2008 | André Niel   | UMP    |
| 2008-     | Yves Mesnard | PCF    |